# 社会的移動

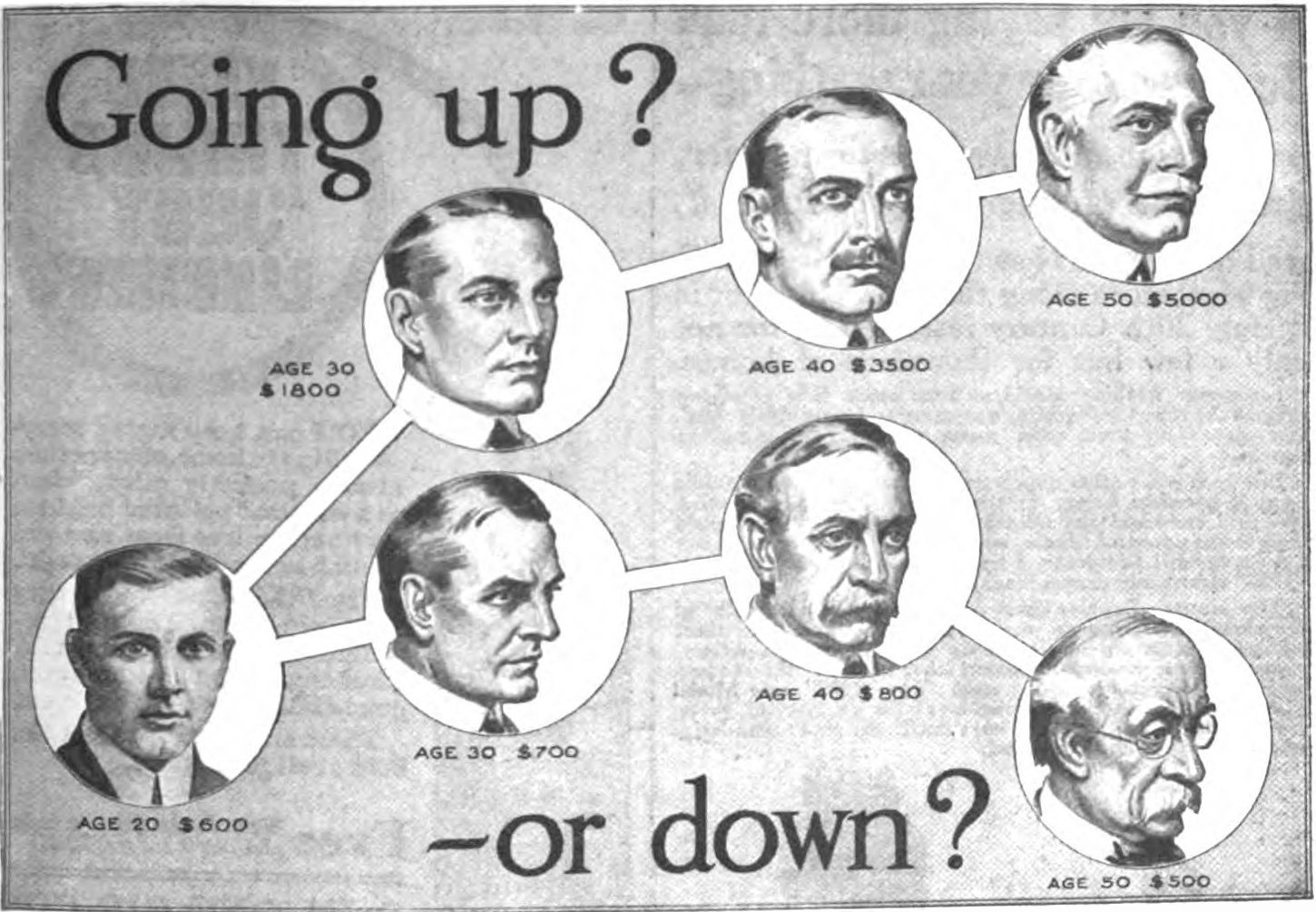
1916年の米国雑誌の裏表紙にある職業訓練学校の広告のイラスト。教育は社会的移動の鍵と見なされており、この広告はアメリカ人の自己改善の可能性への信念に訴えかけると同時に、産業革命の時代に存在した大きな所得格差の中での下方移動の結果を脅威として示している

社会的移動（しゃかいてきいどう、英: Social Mobility）とは、個人、家族、世帯、またはその他の人々のカテゴリーが、社会内の社会的階層の内部または階層間を移動することである。社会移動、社会流動性、社会的流動性、階層移動とも。
これは特定の社会内での現在の社会的位置に対する社会的地位の変化であるが、この移動は、社会階層の開放システム内の層または階層間で発生する。開放的階層システムとは、社会において達成された地位特性にある程度の価値が与えられるシステムのことである。社会的移動は、下方または上方の方向に起こり得る。教育や階級などの社会的移動の指標は、個人やグループの社会における移動性を予測し、議論し、より深く理解するために使用される。

## 類型
移動性は、多くの場合、収入や富の変化などの経済的移動性の変化という点から定量的に測定される。職業は、移動性の研究に使用されるもう1つの尺度であり、通常はデータの定量的および定性的分析の両方を含むが、他の研究では社会階級に集中することもある。移動性は、同じ世代内の世代内移動または異なる世代間の世代間移動である。世代内移動は、上方移動に関しては「一攫千金」のケースを表すものであり、頻度は少ない。世代間の上方移動は、子供や孫の経済状況が親や祖父母よりも良好な場合に、より一般的である。米国では、このタイプの移動性は、ほとんど全てのOECD諸国よりもこのような移動性が低いにもかかわらず、「アメリカン・ドリーム」の基本的な特徴の1つとして説明される。
移動性は、相対的移動性または絶対的移動性という観点からも定義できる。絶対的移動性は、教育、健康、住宅、収入、雇用機会などの分野における個人の進歩を見て、それをある出発点（通常は前の世代）と比較する。技術の進歩と経済発展が進むにつれて、所得水準と大多数の人々が生活する条件も向上する。絶対的な意味では、世界中の人々は、平均して、昨日よりも今日の方が良い生活をしており、その意味で絶対的移動性を経験している。相対的移動性は、同じコーホートの他者の移動性と比較した個人の移動性を見る。より進んだ経済とOECD加盟国では、平均的な地位の背景を持つ人は平均的なままでいる（したがって相対的移動性はない）可能性があるが、平均が時間とともに上昇しているため、生活水準は向上し、相対的移動性よりも絶対的移動性のための余地が多い。
また、移動性に関しては粘着性の概念もある。これは、個人が相対的移動性を経験しなくなったときに起こるもので、主に両端で起こる。社会経済的階層の下端では、親は子供に人生を向上させるために必要な資源や機会を提供できない。その結果、子供は親と同じ階段の段にとどまる。階段の反対側では、社会経済的地位の高い親は、子供も自分たちと同じ階段の段にとどまるために必要な資源と機会を持っている。

### 社会的地位と社会階級
社会的移動は、特定の社会における社会的地位と職業の全体的な構造に大きく依存している。社会的地位の違いの程度と、それらがどのように組み合わさるかや重なり合うかが、そのような地位の全体的な社会構造を提供する。これに、マックス・ヴェーバーの経済的地位、威信、権力の区分など、地位の異なる次元を加えると、特定の社会階層システムにおける複雑さの可能性が見えてくる。このような社会内の次元は、異なる時期や場所の異なる階層システムにおける社会的移動の違いを説明することができる独立変数と見なすことができる。さらに、収入や富の評価に媒介変数として寄与し、社会的地位、社会階級、社会的不平等にも影響を与える同じ変数が、社会的移動にも影響を与える。これには、性別やジェンダー、人種または民族、年齢などが含まれる。

教育は、現在の社会的地位にかかわらず、上昇移動と高い社会的地位の達成のための最も有望な機会の1つを提供する。しかし、社会階級の階層化と高い富の不平等は、教育の機会と成果に直接影響を与える。つまり、社会階級と家族の社会経済的地位は、子供が質の高い教育を受け、人生で成功する機会に直接影響を与える。5歳までに、低所得層、中間層、上流層の子供の認知的および非認知的スキルには、大きな発達上の違いがある。
年長の子供たちの間では、高所得層と低所得層の小学生と中学生のテストスコアの差は、過去30年間で約40%拡大していることが示唆されている。これらの違いは、若年成人期以降も持続し、拡大する。高所得層と低所得層の生徒のK-12のテストスコアの差が拡大しているのと同様に、金持ちと貧困層の大学卒業率の差も拡大している。1960年代初頭に生まれた人と1980年代初頭に生まれた人との間で、最貧困層の世帯の大学卒業率は約4パーセントポイント上昇したが、同じ期間に、最富裕層の世帯の卒業率は約20パーセントポイント上昇した。
1975年から2011年の間に、すべての子供の下位3分の1について、平均家族収入と社会的地位はともに低下した。子供とその家族の下位5パーセンタイルでは、平均家族収入が最大60%減少した。金持ちと貧困層、上流階級と下流階級の間の富の格差は、中流階級の多くがより貧しくなり、下流階級がさらに貧しくなるにつれて拡大し続けている。アメリカ合衆国における社会経済的不平等が拡大し続けるにつれて、スペクトルのどちらかの端にいることは、子供がそこにとどまり、決して社会的に移動しなくなる可能性が高くなる。
最下位5分位の収入の親から生まれた子供は、成人後、最下位5分位に終わる可能性が最上位5分位に終わる可能性の10倍以上ある（43%対4%）。また、最上位5分位の親から生まれた子供は、最下位5分位に終わる可能性よりも最上位5分位に終わる可能性が5倍高い（40%対8%）。
これは、（どちらの親も高校卒業レベル以上の教育を受けていない）低所得層および労働者階級の親が、人生の最も早い時期に平均してより少ない時間を子供と過ごし、学校外の時間や子供の教育にそれほど関与しないことが一因かもしれない。「自然な成長の達成」として知られるこの子育てスタイルは、（少なくとも一方の親が高等教育を受けている）中流階級および上流階級の親の「文化的教養」として知られるスタイルとは異なる。より裕福な社会階級は、早い時期に子供とより多くの時間を過ごすことができ、子供は認知的および非認知的発達につながる相互作用や活動により多くの露出を受ける。言葉によるコミュニケーション、親子の関わり、毎日読み聞かせをしてもらうことなどである。これらの子供の親は、子供の学業と自由時間により深く関与し、子供を課外活動に参加させることで、非認知的スキルだけでなく、学問的価値観、習慣、権威者とより良くコミュニケーションをとり相互作用する能力を養う。多くの活動に登録することは、しばしば子供を様々な活動に連れて行くことを中心とした忙しい家庭生活につながる。低所得層の子供は、多くの場合、質の低い学校に通い、教師からの注目を受けることが少なく、高所得層の仲間に比べて助けを求めることがはるかに少ない。
社会的移動の機会は、主に子供が生まれた家庭によって決定される。今日、教育へのアクセスと教育の成功（高等教育機関からの卒業）の両方で見られる格差はさらに大きくなっている。今日、すべての社会経済階級の大学志願者が等しく資格を持っているにもかかわらず、アメリカのトップクラスの教育機関の新入生クラスの75%が、最上位の社会経済的四分位に属している。家庭の階級は、子供の教育能力と人生で最も早い時期からの成功に対する親の投資と関与の量を決定し、低所得層および労働者階級の（一般的な）子育てスタイルが教育に対する見方と成功に与える影響により、低所得層の学生に学問的成功と社会的移動のチャンスを少なくしている。

### 階級文化とソーシャル・ネットワーク
これらの社会的移動の異なる側面は、移動の変化に寄与する異なるタイプの資本の観点から分類できる。フランスの社会学者ピエール・ブルデューによって最初に作られた用語である文化資本は、階級の経済的側面と文化的側面を区別する。ブルデューは、ある人を特定の社会的カテゴリーに置く3種類の資本を説明した。経済資本、社会関係資本、文化資本である。経済資本には、現金、販売信用、その他の物的資産などの経済的資源が含まれる。社会関係資本には、グループへの所属、影響力のネットワーク、他者との関係や支援に基づいて獲得する資源が含まれる。文化資本は、教育、スキル、その他の知識の形態など、社会において個人により高い地位を与える優位性である。通常、3つの資本をすべて持つ人は、社会で高い地位を得ている。ブルデューは、上流階級の文化は、形式的な推論と抽象的な思考により適しており、下流階級の文化は、事実と生活の必需品により適していることを発見した。また、人が育つ環境が、その人が持つ文化的資源に大きな影響を与えることも発見した。
個人が獲得した文化的資源は、子供の教育的成功に大きな影響を与える可能性がある。協調的な教育アプローチで育てられた生徒は、「権利意識の芽生え」を持ち、教師により多くの質問をし、より積極的な生徒になる傾向があり、教師はこのように育てられた生徒を好む傾向があることが示されている。教室環境でのポジティブな相互作用を生み出すこの子育てアプローチは、自然な成長アプローチと対照的である。労働者階級の家庭に一般的なこのアプローチでは、親は個々の子供の特別な才能を伸ばすことに焦点を当てず、指示的な言葉で子供と話す。そのため、このように育てられた子供が大人に質問や異議を唱えることは稀で、家庭と学校での子育ての実践の間に矛盾が生じる。このように育てられた子供は、教室での参加意欲が低く、教師と積極的に交流し関係を築くために努力する可能性が低い。しかし、労働者階級の子供たちのより大きな自由は、より幅広い地元の遊び仲間、いとこや親戚とのより密接な関係、兄弟間のライバル心の減少、退屈を訴える親への不満の減少、親子間の論争の減少をもたらす。
アメリカでは、学校におけるマイノリティの成績不振と、文化資本、社会関係資本、経済資本の文化的資源の欠如との関連が指摘されているが、これらの変数を考慮しても矛盾が存在する。「高等教育機関に入学した後も、アフリカ系アメリカ人とラテン系の学生は、白人とアジア系の学生に比べて成績が低く、進学率が遅く、中退率が高いという傾向が続いた。より深刻なのは、SATのスコアや家庭の社会経済的地位などの明白な要因を統制しても、これらの差異が存続したことである」。
資本不足の理論は、マイノリティの学業不振を説明する中で最も認知されている理論の1つであり、何らかの理由で単に学業的成功を収めるための資源に欠けているというものである。先に述べた社会資本、経済資本、文化資本を除く最大の要因の1つは、人的資本である。近年、社会科学者によって特定されたこの形態の資本は、子供の教育や人生の準備に関係している。「人的資本とは、特定の個人が持つスキル、能力、知識を指す」。これにより、多くの人的資本を持つ大学卒の親は、夜に子供に本を読んであげることから学校システムをより良く理解し、教師や学校当局に遠慮がなくなることまで、将来の成功を最大化するために特定の方法で子供に投資することができる。また、人種差別の遺産により、高学歴の黒人の親は、白人の親に比べて人的資本を子供に伝えることが難しいことも研究で示されている。

## 指標

### 健康
健康における「社会的勾配」という用語は、健康の不平等が個人の社会的地位と関連しているという考えを指す。健康と社会的移動の関係に関する2つの考え方は、社会的原因仮説と健康選択仮説である。これらの仮説は、健康が社会的移動を決定するのか、それとも社会的移動が健康の質を決定するのかを探求している。社会的原因仮説は、社会的要因（個人の行動と環境的状況）が個人の健康を決定すると述べている。逆に、健康選択仮説は、健康が個人がどの社会層に属するかを決定すると述べている。
これまで、社会経済的地位と健康の関係、そしてどちらがより大きな影響を与えるかについて、多くの研究がなされてきた。最近の研究では、社会的原因仮説は健康選択仮説よりも経験的に支持されていることが明らかになっている。実証分析では、健康選択仮説を支持する結果は得られていない。また別の研究では、SESと健康の関係をどのような視点で見るかによって、どちらの仮説が支持されるかが異なることが明らかになった。労働市場の視点からSESと健康を見る場合、健康選択仮説が支持される。その理由の1つとして、健康が個人の生産性を左右し、ある程度雇用されるかどうかを決定することが考えられる。一方、教育と収入の視点から健康と社会経済的地位の関係を見る場合、社会的原因仮説が支持される。

### 教育
社会を支配する階層化のシステムは、社会的移動を妨げたり、可能にしたりする。教育は、階層化された社会において、個人が階層間を移動するために使用できるツールとなり得る。高等教育政策は、階層化を確立し、強化するように機能してきた。エリート大学と一般大学の間の教育の質と学生への投資の格差が大きいことが、中流階級や低所得層の上昇移動の低さを説明している。逆に、上流階級は、エリート大学に入学し、必要な資源と資金を持っているため、自己再生産的であることが知られている。この階級が自己再生産的であるのは、これらの学生が同じ機会を自分の子供たちに与えることができるからである。もう1つの例として、高所得層と中流層の親は、子供を早期教育プログラムに送ることができ、後年の学業成功の可能性を高めることができる。

### 住宅

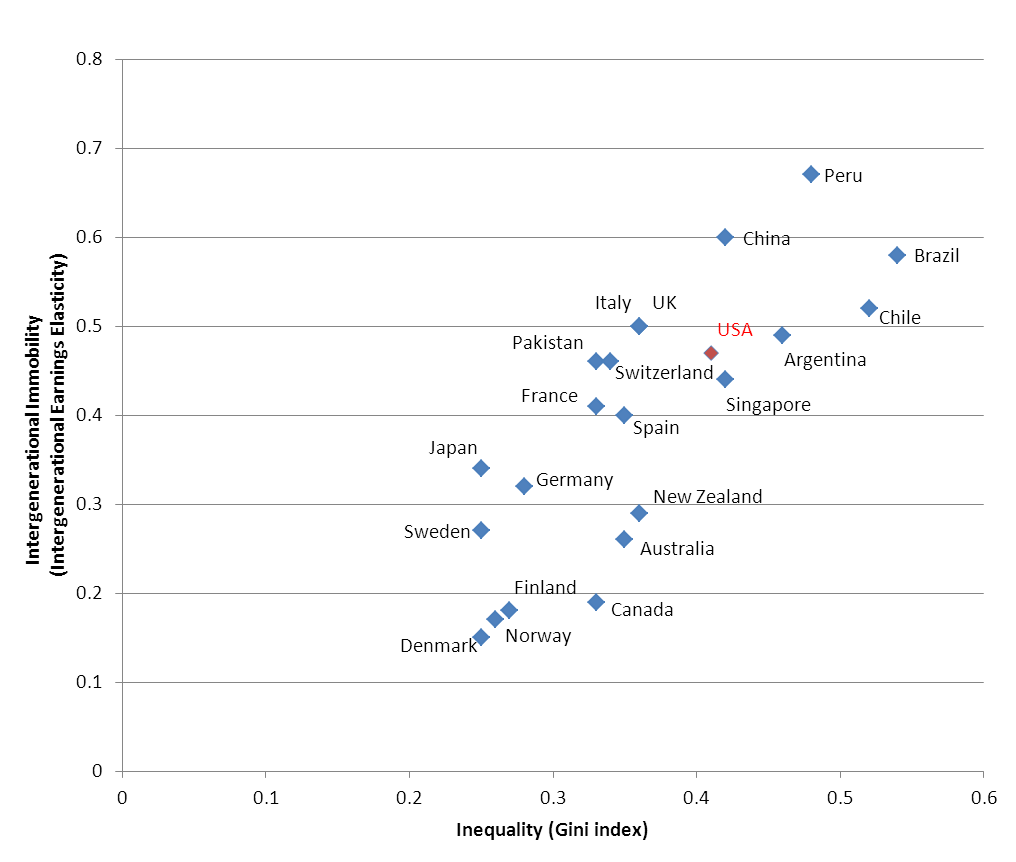
グレート・ギャツビー曲線

混合住宅とは、異なる社会経済的地位の人々が1つのエリアに住むことができるという考え方である。混合住宅の効果についての研究はあまり行われていない。しかし、一般的な見解では、混合住宅によって、低い社会経済的地位の個人が、社会的階段を上るために必要な資源と社会的つながりを獲得できるようになるとされている。混合住宅がもたらし得る他の効果としては、低所得層の住民の行動の変化や、衛生状態の改善、より安全な生活環境などが挙げられる。これは、高い社会経済的地位の個人は、より高品質の住居、学校、インフラを要求する可能性が高いためである。このタイプの住宅は、営利団体、非営利団体、公的機関によって資金提供されている。
しかし、混合住宅に関する既存の研究では、混合住宅が上昇移動を促進したり、容易にしたりすることはないことが示されている。異なる社会経済的地位の混合住宅の住民は、お互いに複雑な関係を築くのではなく、単なる会話を交わし、自分のことに専念する傾向がある。これが長期間気づかれず放置されると、コミュニティのジェントリフィケーションにつながる可能性がある。 混合住宅以外では、低い社会経済的地位の個人は、社会的階段を上るためには、住んでいる地域の種類よりも関係性の方が重要であると考えている。これは、彼らの収入では家賃を含む毎月の出費をまかなうことができないことが多いためである。他者との強い関係は、毎月の出費を満たすために必要なサポートシステムを提供してくれる。時には、低所得世帯が、各世帯の経済的負担を軽減するために、1つの住居に2世帯住むことを決めることもある。しかし、低い社会経済的地位の個人が持つこのようなサポートシステムでも、上昇移動を促進するには不十分である。

### 収入

所得の高い人々との社会的なつながりは、所得の上昇移動の強力な予測因子である。しかし、データは、経済的な所得グループと相関する実質的な社会的隔離を示している。

経済移動と社会的移動は別個のものである。経済的移動は主に経済学者によって所得移動を評価するために使用される。対照的に、社会的移動は主に社会学者によって階級移動を評価するために使用される。経済移動と社会的移動がどの程度強く関連しているかは、親と子の階級と所得の世代間関係の強さ、および「親と子の階級的地位の共分散」に依存する。
さらに、経済移動と社会的移動は、グレート・ギャツビー曲線に従っていると考えることもできる。この曲線は、経済的不平等の高さが相対的社会的移動の低さを助長することを示している。このモデルの背後にあるのは、「経済的絶望」の考え方であり、所得分布の底辺と中間の格差が拡大するにつれて、底辺にいる人々は、上昇移動を経験する能力と公平な機会に対する信頼を失い、人的資本への投資をためらうようになるというものである。この例は、特に高校中退者に見られる教育の場面で見られる。社会的地位の向上に何度も失敗した後、教育への投資に価値を見出せなくなった低所得層の学生のことである。

### 人種
人種が社会的移動に影響を与える要因は、植民地時代に遡る。人種が個人の上昇移動の機会を妨げ得るのか、それとも階級がより大きな影響を持つのかについて議論がなされてきた。ブラジル人を対象に行われた研究では、人種的不平等は上流階級に属さない人々にのみ存在することが明らかになった。つまり、人種は、上流階級から始まらない場合、個人の上昇移動の機会に影響を与えるのである。人種と移動性に関するもう1つの理論は、時間の経過とともに、人種的不平等は階級的不平等に取って代わられるというものである。しかし、他の研究では、マイノリティ、特にアフリカ系アメリカ人は、白人の同僚と比べて、職場でより多くの監視と観察を受けていることが明らかになっている。この継続的な監視は、アフリカ系アメリカ人の頻繁な解雇につながることが多い。この場合、アフリカ系アメリカ人は、上昇移動を阻害する人種的不平等を経験しているのである。

### ジェンダー
女性は、男性と比較して社会的移動が少ない。その理由の1つとして考えられるのは、女性が受ける教育の質の低さや欠如である。インドのような国では、教育を受けた女性が文化的・伝統的習慣のために、教育を社会的地位の向上に活用しないことが一般的である。女性は主婦になることが期待され、生計を立てることは男性に任せるのである。さらに、世界中の女性は教育を受ける機会を否定されている。家族にとって、女性よりも男性の教育と幸福に投資する方が経済的に有利だと考えられているからである。親の目には、息子は老後の世話をしてくれる存在であり、娘は夫のもとに嫁いでいくと映る。息子は収入をもたらすが、娘は結婚するために持参金が必要かもしれない。さらに、女性が労働力として参入しても、男性と同じ賃金を得ることは非常に難しい。さらに、女性は人種によって賃金に差がつくこともある。これらのジェンダー格差に対処するために、国連はミレニアム開発目標の1つとして、ジェンダー不平等の削減を掲げている。この目標は、範囲が広すぎて行動計画がないと批判されている。

## 移動のパターン

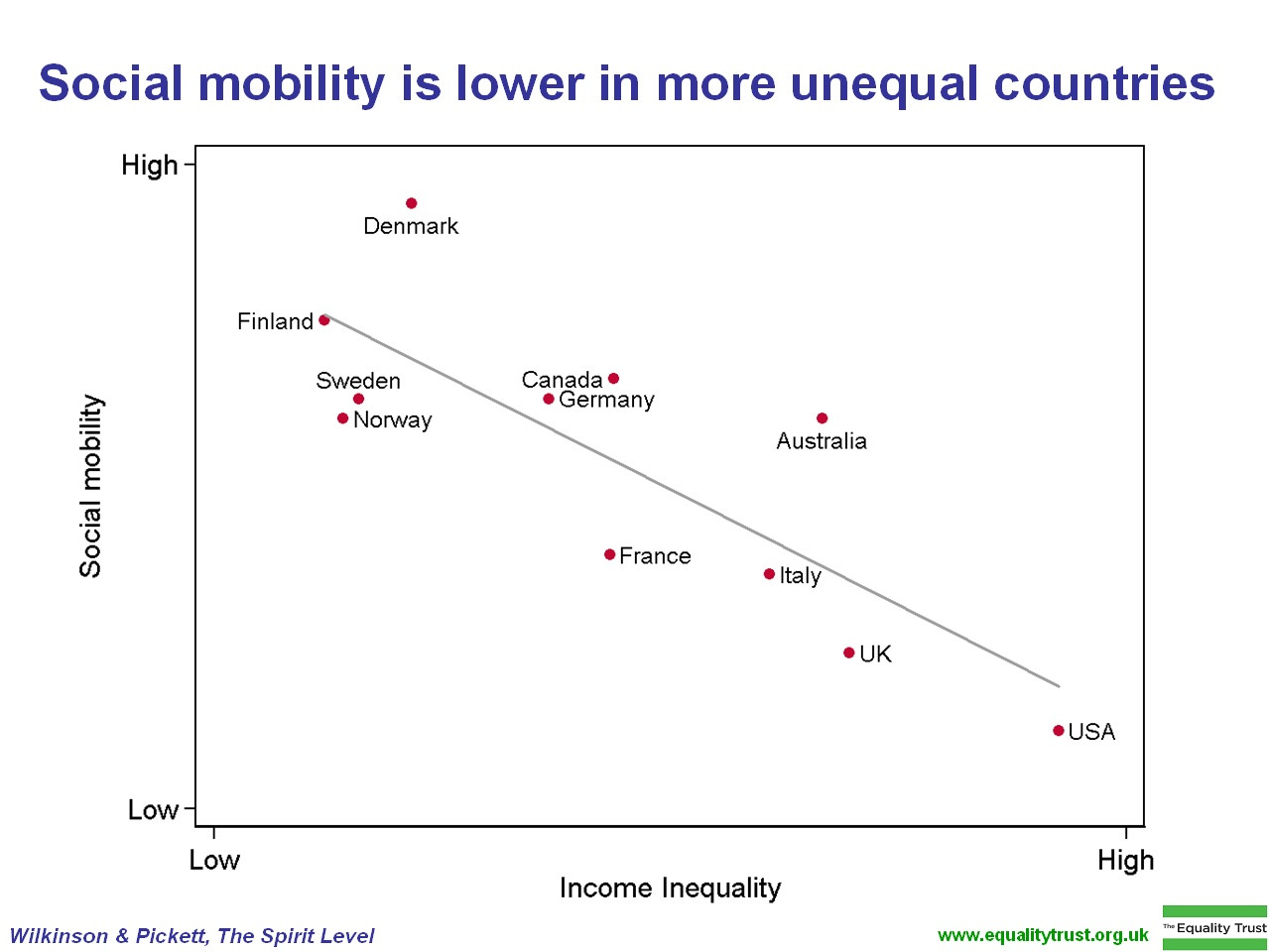
不平等が大きい国ほど社会的移動が低い

一般的に、社会である程度の移動性があることが望ましいと考えられているが、社会にとって「どの程度の」社会的移動が良いのか、悪いのかについては意見の一致を見ていない。社会的移動の国際的な基準はないが、地域間や国家間で移動性の尺度を比較したり、ある地域内で時間の経過とともに比較したりすることはできる。異なるタイプの経済を比較する文化横断的研究は可能だが、同じタイプの経済を比較する方が、通常はより比較可能なデータが得られる。このような比較では、一般的に世代間移動性に着目し、異なる家庭に生まれた子供たちがどの程度異なる人生のチャンスと結果を持つかを調べる。

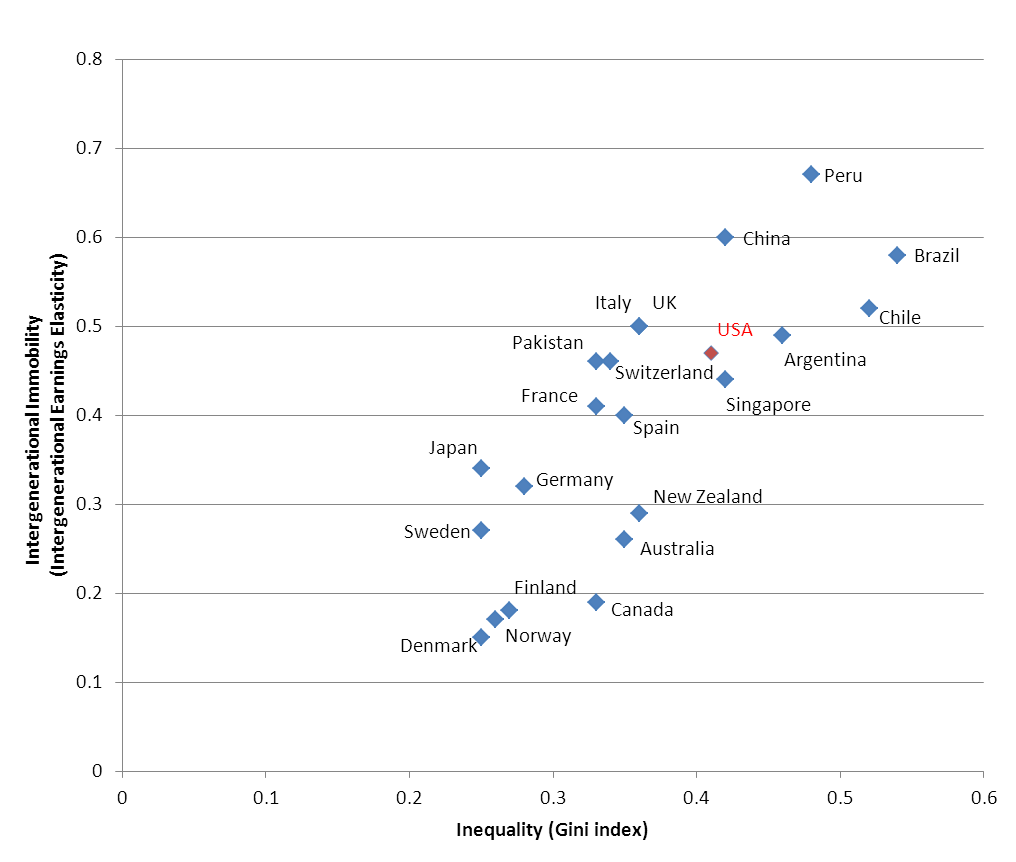
グレート・ギャツビー曲線。富の平等性が高い国ほど社会的移動性も高い。これは、富の平等性と機会の平等性が密接に関連していることを示している

2009年に最初に発表された研究で、ウィルキンソンとピケットは、先進国における社会的移動を徹底的に分析している。高い不平等が社会に与える負の結果との他の相関に加えて、高い社会的不平等と低い社会的移動の関係を発見した。調査対象の8カ国（カナダ、デンマーク、フィンランド、スウェーデン、ノルウェー、ドイツ、イギリス、アメリカ）の中で、アメリカは経済的不平等が最も高く、経済的移動性が最も低かった。実際、この研究やその他の研究では、アメリカは社会経済的階層の最下層で移動性が非常に低く、階層を上るにつれて移動性がわずかに上昇することがわかっている。しかし、階層の最上位では、移動性は再び低下する。
先進国間の社会的移動性を比較したある研究では、「世代間所得弾力性」が最も低く、つまり社会的移動性が最も高い4カ国は、デンマーク、ノルウェー、フィンランド、カナダで、高所得の親を持つことの利点の20%未満が子供に引き継がれていることがわかった。

選択された国における社会的移動の比較（貧困家庭の子供が成人後も貧困である割合）

また、所得不平等と世代間移動性との間に「明確な負の関係」があることも研究で明らかになっている。デンマーク、ノルウェー、フィンランドなど不平等度の低い国では移動性が最も高く、不平等度の高いチリとブラジルでは移動性が最も低かった。
イギリスでは、1958年の全国子ども発達研究（NCDS）と1970年の出生コホート研究（BCS70）の比較から、社会的移動に関する多くの議論が生まれている。これらの研究は、1958年と1970年のイギリスのコホート間の所得の世代間移動性を比較し、この12年間で世代間移動性が大幅に低下したと主張している。これらの調査結果は、同じデータセットを使用した社会階級の移動性に関する矛盾する調査結果や、分析対象サンプルや欠損データの扱いに関する疑問から、議論の的となっている。イギリスの首相ゴードン・ブラウンは、社会的移動の傾向は「我々が望んでいたようなものではない」と有名な発言をしている。
前述の「貧しい子供は貧しい大人になるのか?」の研究と合わせて、エコノミスト誌も「社会科学者の証拠は、アメリカ社会が多くのアメリカ人が考えているよりもはるかに『粘着性が高い』ことを示唆している。一部の研究者は、社会的移動性が実際に低下していると主張している」と述べている。ドイツの研究でもこれらの結果が裏付けられている。この低い移動性にもかかわらず、アメリカ人は中・高所得国の中で能力主義への信念が最も高かった。フランスの企業階級における社会的移動に関する研究では、長年の能力主義の重視にもかかわらず、階級が誰がトップに立つかに影響を与え続けており、上流中産階級出身者が支配的になる傾向があることがわかった。
トマ・ピケティ（2014年）は、今日、富と所得の比率は、経済成長率の低い国で再び非常に高い水準に戻りつつあり、19世紀の少数が富で生活し、残りの人口が生存のために働いていた「古典的な家産制」の富に基づく社会に似ていると指摘している。
社会的移動は、教育内に存在する差異によっても影響を受ける可能性がある。教育の社会的移動への貢献は、出身地と到達点の関係を変える可能性があるにもかかわらず、社会的移動の研究ではしばしば無視される。厳密に立地とその教育機会の違いを認識することは、教育移動のパターンが個人の社会的移動の経験能力にどのように影響しているかを浮き彫りにする。教育達成度が社会的移動にとってどの程度重要かについては、ある程度の議論がある。教育達成度では説明できない社会的出身の直接的な効果（DESO）があるという実質的な文献がある。しかし、他の証拠は、大学の地位や研究分野などの要因を考慮した、十分に細かい教育達成度の尺度を使用すると、教育が社会的出身とトップクラスの仕事へのアクセスの関係を完全に媒介することを示唆している。
都心部の学校と郊外の学校の間に存在する教育移動のパターンは透明である。卒業率はこれらのパターンに豊かな文脈を提供する。2013-14年度、デトロイト公立学校は71%の卒業率を記録したのに対し、グロース・ポイント高校（デトロイト郊外）は平均94%の卒業率を記録した。同様の現象は、カリフォルニア州ロサンゼルス、ニューヨーク市でも観察された。ロサンゼルス・シニア・ハイスクール（都心部）は58%の卒業率を記録し、サン・マリノ高校（郊外）は96%の卒業率を記録した。ニューヨーク市の地理区2番（都心部）は69%の卒業率を記録し、ウエストチェスター学区（郊外）は85%の卒業率を記録した。このようなパターンは、全国の都心部の卒業率と郊外の卒業率の差を評価する際に観察された。
経済的不満論は、脱工業化、経済自由化、規制緩和などの経済的要因が、雇用保障が低く、不平等が高く、賃金が停滞している「取り残された」プレカリアートの形成を引き起こし、その結果、ポピュリズムを支持するようになっていると主張している。経済危機の影響や不平等のみに焦点を当てている理論もある。経済的理由のもう1つの反論は、現在世界で起こっているグローバル化による。ポピュリズムの批判の対象となるのは、エリートによって引き起こされる格差の拡大に対する批判に加えて、グローバル化による移民の流入などの要因によって一般市民の間で引き起こされる格差の拡大もある。
トマ・ピケティらの研究が示すように、特にアメリカにおける経済的格差の拡大と家計所得の変動の増加の証拠は明らかである。マーティン・ウルフなどの評論家は、経済の重要性を強調している。彼らは、このような傾向は不満を高め、人々をポピュリストのレトリックに感化されやすくすると警告する。これを裏付ける証拠は混在している。マクロレベルでは、政治学者は、外国人嫌悪、反移民思想、アウトグループに対する憤りは、経済的に困難な時期に高まる傾向があると報告している。経済危機は極右政党の躍進と関連づけられている。しかし、ミクロレベルや個人レベルでは、個人の経済的不満とポピュリズムへの支持を結びつける証拠はほとんどない。ポピュリスト政治家は、中央銀行の独立性に圧力をかける傾向がある。

## 知性と教育の影響
社会的地位の達成、ひいては成人期の社会的移動は、心理学者、社会学者、政治学者、経済学者、疫学者など多くの人々の関心事である。その理由は、それが物質的財、教育機会、健康的環境、経済成長へのアクセスを示すためである。
スコットランドで1921年に生まれた子供たちの大半は、スコットランド教育研究評議会（SCRE）の主催で1932年に実施されたスコットランド精神調査に参加し、スコットランドの児童の心理測定学的知能のデータを得た。知能検査（モーレイハウス検査に基づく）を受けた子供の数は87,498人で、年齢は10歳から11歳の間であった。検査は、一般的、空間的、数的推論をカバーしていた。
中年期に、対象者の一部は、1960年代と1970年代にスコットランドで行われた大規模な成人健康調査の1つに参加した。彼らが参加した特定の調査は、1970年から1973年の間にスコットランドで実施された6022人の男性と1006人の女性を対象とした共同研究であった。参加者はアンケートに回答し（参加者の住所、父親の職業、参加者自身の最初の定職、フルタイムの教育を終了した年齢、兄弟の数、参加者が定期的に車を運転していたかどうか）、身体検査（身長の測定）を受けた。社会階級は、検診時の参加者の職業、最初の職業、父親の職業について、一般登録の分類に従ってコード化された。6つの社会階級に分けられた研究者が使用された。
相関と共分散構造分析が行われた。構造方程式モデルでは、1970年代の社会的地位が主な結果変数であった。教育（および最初の社会階級）の主な寄与因子は、父親の社会階級と11歳時のIQであり、これはスカンジナビアの研究でも確認されている。この効果は直接的であり、また教育と参加者の最初の仕事を介しても媒介された。
中年期の参加者は、必ずしも父親と同じ社会階級に属していたわけではない。サンプルには社会的移動があり、男性の45%が上昇移動、14%が下降移動、41%が社会的に安定していた。11歳時のIQは、参加者の社会階級と段階的な関係があった。父親の職業についても同様の効果が見られた。中年期の社会階級IおよびII（最も高い、より専門的な）の男性は、11歳時に最も高いIQを示した。中年期の身長、教育年数、幼少期のIQは、上昇移動と有意に正の関係があったが、兄弟の数は有意な効果がなかった。11歳時のIQスコアが1標準偏差上昇するごとに、上昇移動のチャンスは69%上昇した（95%信頼区間）。独立変数の効果を制御した後、11歳時のIQのみが下降移動と有意に逆の関係にあった。教育年数が長いほど、父親の息子が父親の社会階級を超える可能性が高まるのに対し、IQが低いと、父親の息子は父親の社会階級から落ちる傾向がある。

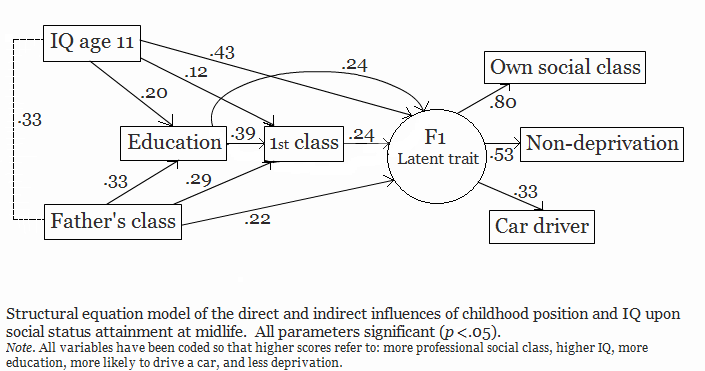
幼少期の地位とIQが中年期の社会的地位達成に与える直接的・間接的影響の構造方程式モデル。すべてのパラメータは有意（p<.05）

11歳時の高いIQは、中年期の高い社会階級、中年期に車を運転する可能性が高いこと、最初の社会階級が高いこと、父親の社会階級が高いこと、兄弟が少ないこと、教育年齢が高いこと、背が高いこと、中年期に恵まれない近隣に住んでいることとも有意に関連していた。IQは、最初の仕事の社会階級よりも中年期の社会階級と有意に強く関連していた。
最後に、身長、教育、11歳時のIQは上昇移動の予測因子であり、11歳時のIQと身長のみが下降移動の有意な予測因子であった。兄弟の数はどちらのモデルでも有意ではなかった。
別の研究では、SMS1932（ロージアン出生コホート1921）の教育データ、幼少期の能力、晩年の知的機能データを用いて、3世代（父親、参加者、子孫）にわたる能力と社会階級達成の関連における教育の中心的役割を調べた。出身社会階級は、能力主義的な社会階級の移動を抑制する重しとして機能し、教育は社会階級の移動を抑制し促進する主要な手段であり、したがって中心的な役割を果たしていると提案された。
出身社会階級は、参加者世代と子孫世代の両方の教育達成度を予測することが分かった。父親の社会階級と参加者の社会階級は、子孫の教育達成度を予測する上で同じ重要性を持っていた（2世代にわたる効果）。教育達成は、世代を超えた社会階級達成の関連を媒介していた（父親と参加者の社会階級、参加者と子孫の社会階級）。世代を超えた社会階級の間に直接的なつながりはなかったが、各世代で教育達成は社会階級の予測因子であり、これは他の研究と一致している。また、参加者の幼少期の能力は、彼らの教育達成と社会階級達成を適度に予測した（.31と.38）。参加者の教育達成は、社会階級のはしごを上下に移動する確率と強く関連していた。教育が1SD増加するごとに、社会階級スペクトルの上昇移動のオッズは2.58倍高くなった（下降移動は.26倍高くなった）。子孫の教育達成も、社会階級のはしごを上下に移動する確率と強く関連していた。教育が1SD増加するごとに、上昇移動のオッズは3.54倍高くなった（下降移動は.40倍高くなった）。結論として、教育は非常に重要である。なぜなら、教育は、個人を出身社会階級に留めておく機能と、社会階級のはしごを上下に移動させる可能性を持つ基本的なメカニズムだからである。
コホート1936では、全世代（個人ではなく）に関して、父親世代と参加者世代の間の社会的移動は以下のようであった。参加者世代の50.7%が父親に比べて上昇移動し、22.1%が下降移動し、27.2%が社会階級で安定していた。子孫世代全体では社会的移動の欠如が見られた。しかし、個々の子孫の社会階級の梯子での移動は明らかにあった。31.4%が参加者の親（祖父母）よりも高い社会階級に到達し、33.7%が下降移動し、33.9%が安定していた。参加者の幼少期の知的能力は、3世代すべてで社会階級と関連していた。また、非常に重要なパターンも確認された。平均教育年数は、社会階級およびIQとともに増加した。
20世紀の社会階級の達成と社会階級の移動には、いくつかの大きな貢献者がいた。社会階級の達成と社会的移動の両方が、既存の知的能力のレベルに影響を受けていることは、他の研究と一致していた。したがって、教育達成を追求する上での個人レベルの知的能力の役割は、専門的な地位が特定の教育資格を必要とするためである。さらに、教育達成は、知的能力の教育達成への貢献を通じて、社会階級の達成に貢献する。さらに、知的能力は、実際の教育達成とは独立して、社会階級の達成に貢献する可能性がある。教育達成が妨げられた場合、知的能力の高い個人は、その知的能力を活用して社会の階段を上っていくことができるのである。この研究では、教育達成の世代間伝達が、社会階級が家族内で維持される主要な方法の1つであることが明らかになり、教育達成が時間とともに増加している証拠もあった。最後に、結果は、近年のイギリスでは社会的移動（上昇と下降）が増加していることを示唆している。ある研究者によると、これは重要である。なぜなら、各職業カテゴリー内で知能の分布を1世代から次の世代にかけて比較的一定に保つには、約22%の全体的な移動が必要だからである。
研究者は、エリート主義的教育システムと非エリート主義的教育システムが社会的移動に及ぼす影響を調べた。教育政策は、単一世代への影響に基づいて批判されることが多いが、教育政策とそれが社会的移動に及ぼす影響を見ることが重要である。この研究では、エリート主義的学校とは、最優秀の生徒に成功するためのツールを提供することに重点を置く学校と定義され、平等主義的学校とは、すべての生徒に学業的成功を達成する平等な機会を与えることを前提とする学校と定義されている。
私教育の補完が考慮されない場合、最もエリート主義的でない公教育システムから最大の社会的移動が得られることがわかった。また、最もエリート主義的な政策を持つシステムが、最大の効用主義的福祉を生み出すことも明らかになった。論理的に、社会的移動はより精英主義的な教育システムで減少し、効用主義的福祉はより精英主義的でない公教育政策で減少する。
私教育の補完が導入されると、一部のエリート主義的政策が社会的移動を促進し、平等主義的システムが最大限の福祉を生み出すのに最も成功していることが明らかになる。これらの発見は、エリート主義的教育システムが熟練労働者に私的支出で子供の教育を補完することを思いとどまらせるという理由から正当化された。
報告書の著者らは、エリート主義的で退行的な教育政策が理想的なシステムであるという従来の信念に異議を唱えることができることを示した。これは、研究者らが教育には多くの利点があることを発見したことで説明される。教育は生産性をもたらし、価値を持っており、これは教育にとって新しい考え方であった。このことは、退行的モデルの論拠は無条件ではないことを示している。さらに、エリート主義的システムでは、すべての資本を持つ上層の個人と何も持たない下層の個人という二極化した社会階級構造のために、所得分配の成長への影響がマイナスの影響を受ける。
教育は、将来の結果を決定する上で非常に重要である。教育なしで上昇移動を達成することはほとんど不可能である。教育は、社会的移動の強力な原動力であると考えられることが多い。教育の質は、自分が属する社会階級によって異なる。家族の収入が高いほど、良い教育を受ける機会に恵まれる。教育の不平等により、低所得世帯が社会的移動を達成することが難しくなっている。研究によると、不平等は社会的移動の欠如と関連していることが示されている。不平等が拡大し、社会的移動が低い時期に、教育の質とアクセスを改善することで、すべてのアメリカ人に機会の平等を高める可能性がある。
「所得格差の拡大に伴う重大な結果の1つは、歴史的な基準からすると、高所得世帯は低所得世帯に比べて子供の教育により多くのお金を費やしているということである」。低所得世帯は、総所得が不足しているため、子供の教育にお金を費やすことができない。研究によると、ここ数年、高所得世帯は子供の教育への支出を増やしていることが示されている。高所得世帯は年間3,500ドルを支払っていたが、現在では9,000ドル近くまで増加しており、これは低所得世帯が子供の教育に支払う額の7倍である。教育への支出の増加により、高所得世帯の大学卒業率が上昇している。卒業率の上昇により、高所得層の子供と低所得層の子供の差はさらに拡大している。今日の労働市場における大学卒業資格の重要性を考えると、大学卒業率の差の拡大は、将来の成果の差の拡大を意味する。
家族の所得は、子供の精神的能力（知能）を決定する上で最も重要な要因の1つである。都市部の学校が提供する教育の質が悪いため、高所得者の親は子供により良い成功の機会を与えるためにこれらの地域から移動している。都市部の学校システムが悪化するにつれて、高所得世帯は、より良い教育があると感じている富裕な郊外へと移動する。都市部に留まる場合は、子供を私立学校に通わせる。低所得世帯は、富裕な郊外に移住する余裕がないため、質の悪い教育に甘んじるしかない。親が子供に投資する金額と時間が、学校での成功を決定する上で大きな役割を果たす。研究によると、より良い学校がある場所では、より高い移動性が認識されている。

## 関連文献
- Clark G (2014). The Son Also Rises: Surnames and the History of Social Mobility. Princeton, NJ: Princeton University Press.
- Grusky, David B; Cumberworth, Erin (2012). A National Protocol for Measuring Intergenerational Mobility? (PDF). National Academy of Science. 2021年11月5日時点のオリジナルよりアーカイブ (PDF). 2021年9月18日閲覧.
- Lipset, Seymour Martin; Bendix, Reinhard (1991). Social Mobility in Industrial Society. Transaction Publishers. ISBN 9781412834353.
- Matthys M (2012). Cultural Capital, Identity, and Social Mobility. Routledge.
- Maume, David J. (19 August 2016). “Glass Ceilings and Glass Escalators”. Work and Occupations. 26 (4): 483–509. doi:10.1177/0730888499026004005. S2CID 145308055.
- McGuire GM (2000). “Gender, Race, Ethnicity, and Networks: The Factors Affecting the Status of Employees' Network Members”. Work and Occupations. 27 (4): 500–523. CiteSeerX 10.1.1.979.3395. doi:10.1177/0730888400027004004. S2CID 145264871.
- Mitnik PA, Cumberworth E, Grusky DB (January 2016). “Social mobility in a high-inequality regime”. The Annals of the American Academy of Political and Social Science. 663 (1): 140–84. doi:10.1177/0002716215596971. S2CID 156569226.